# Hans Poelzig
Hans Poelzig (født 30. april 1869 i Berlin, død 14. juni 1936 samme sted) var en tysk maler, arkitekt, scenekunstner og professor. Det er særligt hans bidrag til ekspressionistisk arkitektur og Neue Sachlichkeit som huskes i dag.
Den 18. november 2015 indviede Friedrichstadt-Palast Berlin til ære for sine stiftere Max Reinhardt, Hans Poelzig og Erik Charell under festlige former mindesmærket ved Friedrichstraße 107.

## Familie
Han var gift med billedhuggeren og arkitekten Marlene Moeschke, og var far til arkitekten Peter Poelzig, skuespillerinden Ruth Poelzig og skuespilleren og teaterdirektøren Jochen Poelzig.